# Las Araucarias
Las Araucarias est une station de sports d'hiver située dans la région de l'Araucanie, au Chili. Elle se trouve à 82 km de la capitale régionale, Temuco, sur le versant occidental du volcan Llaima (3 125 m), dans le secteur « Los Paraguas » à l'intérieur du parc national de Conguillío.
Le domaine skiable de la station, qui permet la pratique du ski et du snowboard, a une superficie de 350 hectares. Les pistes vont de 1 550 à 1 950 m d'altitude. La station compte quatre remontées mécaniques : trois téléskis de 200, 650 et 1 350 m de long, et un télésiège de 950 m de long.

### Sources et bibliographie
- (es) Guía Turistel, 2004, 85 p., « Temuco - Ruta al volcán Llaima - "Centro de esquí Las Araucarias" »